# 骨川小夫
骨川小夫（日语：／ Honekawa Suneo），通稱小夫，直接轉寫爲骨川脛夫或骨川小夫，舊譯牙擦仔、阿福、亞福、骨川阿夫，英美版稱為Sneech（衍生自，冷笑），是藤子·F·不二雄的漫画和动画作品《哆啦A夢》中的主角之一，在大雄、胖虎和靜香四人中最年長也最矮。他在四人中家境最富有（父親是公司社長），最愛稱讚自己。

## 人物
爸爸是公司的社長，家境非常富裕，在原創動畫〈小夫的豪華貧窮生日〉當中，其家庭能夠在完全破產的極端情況下仍能白手興家。因為可以買到別人買不到的東西而自鳴得意，此類情況尤其讓大雄非常嫉妒。一旦陷入危機，就會哭著大聲喊「媽媽～」。
小夫家住東京都練馬區「月見台芒原3丁目10番地5番」。 
家裡有自己的個人電腦，但這點並不被人熟知。他的主題歌是小夫之歌。
擁有很多外國製品，如法國水壺（340話）、瑞士露營道具（523話）、意大利單車（558話）
根據哆啦A夢的道具「正確圖表」測出的統計結果推斷，頭腦比大雄和胖虎好，但不如靜香。以具體數值表示看，是大雄的3.5倍，靜香是他的七分之十二(約1.71倍)，胖虎是他的七分之四。體能比大雄和靜香好，但不及胖虎，在胖虎組建的業餘棒球隊裡體力僅強於大雄。同時又根據「正確圖表」，體力是胖虎的70%，大雄的三分之七(約2.3倍)，靜香的六分之七(約1.17倍)。（有爭議，大雄可以抬起129.3公斤的哆啦A夢，由此證明其實大雄的力氣很大並不弱；靜香也因小夫設計的女生制服太過暴露，把小夫打得鼻青臉腫，依照常理大雄和靜香的體能還要強過小夫）
學習志愿是去高級私立中學讀書，經常去補習班，但成績不如資優生（但偶爾也會考100分）。
大雄在〈誠實膠帶〉說過其實際情況經常是不去補習班上課，而且用奉承來欺騙老師。但在《大雄的日本誕生》裏，所有學科都被安排了家庭教師，這樣就不能逃課了。有在學習英語、法语和中文。可是在真正需要講英語的時候卻是支支吾吾，看上去學得并不熟練。
在〈雨男晴男表〉中用道具測量為「-7」的雨男。另外在〈微醺瓶蓋〉中喝醉後脾氣變得相當火爆，甚至大膽對胖虎拳打腳踢 。

### 外貌
特征是有一張形似狐貍的臉，髮型也非常獨特（因此在1980年后半年在《corocoro雜誌》上曾經由「小夫的髮型是如何做出的」熱烈討論）。而且其家庭和絕多數親屬所留的髮型與相貌也是如此。大雄向哆啦A夢埋怨他的炫耀內容時，也經常做出小夫的狐貍嘴加以嘲諷。
唯一的煩惱是身高太矮小，只有135cm，還比大雄矮5cm，因此而強烈自卑。另外在大長篇《大雄的宇宙小戰爭》原著結尾中，曾被身高只有約3~5cm的外星人驚呼為巨大的男人，因此感到非常高興的得意了好一段時間。
同時在早期還有尿床毛病，連睡覺的時候還要穿紙尿褲（見第1卷〈間諜大戰〉），但是在大長篇裏則沒有這樣的內容。
根據動畫，小夫因害怕自己一人在洗手間，所以去洗手間時會開著門。而且上洗手間時會把褲（和內褲）全部脫去。

### 性格
用家庭財力來蒐集自己喜歡的東西，讓別人非常嫉妒。而導致大雄去請求哆啦A夢拿出道具。可以持續照鏡子30分鐘，（最長兩小時）并說「英俊這個形容詞簡直就是為我而造的」。唯獨對自己的身高感到苦惱。
經常以胖虎參謀的角色來欺負大雄，邀請別人的時候經常說「只有大雄不行」，如不借大雄遊戲和漫畫；珍藏的東西不讓大雄摸；不請大雄去玩等。經常以「只能讓三個人玩」為理由拒絕大雄，但這些行為都是惡意的。不過有時大雄也主動拒絕小夫的邀請，比如不會騎自行車、游泳。也常有自己被胖虎欺負及拿走自己的玩具而哭的時候。有時也用哆啦A夢的道具來惡作劇，亦經常識破大雄的惡作劇與道具的秘密，經常與胖虎或自己從大雄手上搶奪或偷取哆啦A夢的法寶使用，不過卻會自食惡果。有時為了報復胖虎也會與大雄聯手。在作品早期甚至還有胖虎聽他話的描寫 。對胖虎最不滿的就是唱歌，經常被胖虎找來作為演唱會的贊助人，要求設計演唱會服裝，甚至還有製作宣傳海報。
嘴巴非常善于奉承，有為了得到好處或推卸責任說謊的習慣，習慣性擅長贊揚女孩子。也經常給女孩子一些廉價禮物。還偷別人家的玫瑰送給靜香。在大長篇《海底鬼岩城》里，因海底人認為他與胖虎是深具暴力傾向且擅長謊言的人而被抓入監獄。不僅如此而且擅長寫信，可以說擁有極為敏銳的直覺和豐富的詞彙。
經常旅行，又喜歡吹噓炫耀，所以常遭大雄等人白眼。而這經常成為大長篇的起源（如《大雄與機械人王國》，《新大雄的恐龍2006》等）。
有寫日記習慣，但是都是寫自己很漂亮等的話。
極端現實，不相信神佛，幽靈和妖怪，經常用科學來解說這些超自然事物。但是另一方面也很懼怕這些東西。在某些方面比大雄還膽小。最為害怕幽靈，還相信存在「背后的靈魂」。還曾經認為自己由可以用眼睛就能讓物體移動的超能力。另外還認為動物也有靈魂。
在第4卷〈友情藥丸〉里把哆啦A夢當作奴隸一樣來實現自己夢想（歌手、電視明星、運動員）；第38卷〈小夫的無敵砲台〉裡也有藉武力恐怖統治鎮上小孩的描述，在濫用道具上比大雄更加糟糕。   
喜歡學校里的校花河井伊奈子，但是也喜歡靜香。

### 興趣
- 愛好是塑膠模型製作、無線電和漫畫，也喜歡讀書、電視遊戲、八厘米攝影、鐵路模型製造、動畫製作等，可以說興趣相當豐富多彩。同時也對流行相當敏感，可以說是心靈手巧。
- 對演藝圈情況也很了解。還是伊藤翼愛好者俱樂部的幹部[12]。
- 夢想是成為流行服飾的服裝設計師[13]，以及建立漫畫圖書館[14]。
- 除此之外，還有收看教育電視臺的《高級法語講座》[15]，并在閒暇之餘制作電影（《大雄的宇宙小戰爭》）。好奇心不次于小杉，也經常向大雄等顯示其博學。

## 家系

### 家族
- 父親：大公司社長，非常疼愛小夫，但出場次數不多，雖然有錢但很小氣，例如在外住別墅時時常貪便宜租有問題的別墅。
- 母親：非常愛美，唯和小夫有差不多的狐貍臉。也喜歡炫耀自己的財富，特別是對大雄的母親。對小夫也很疼愛，不過如果小夫成績不好，也會批評他，但個性卻意外的相當節儉，若在路上看到雖破舊但還能用的東西便會撿回家用。
- 弟弟：脛繼，又稱小成(香港)、小繼或小宇，後來提到被過繼給親戚當養子（第40巻第14話〈（小夫是理想的哥哥〉），現居於美國。
- 家貓：安娜（又名奇鲁奇鲁），又稱芝露(香港)，小夫母子疼愛和經常炫燿的暹羅貓，常背著主人作出嫁禍他人的事。比胖虎的狗還要勇猛。

### 親戚
- 堂表兄弟：
  - 阿吉：愛好廣泛的大學生堂兄。小夫經常請他做遙控模型等東西。有一輛愛車，頭髮卷髮，長相和小夫一家接近。每次小夫坐車兜風的時候他都有出場。
  - 在〈Y型手柄〉有出現另一名長相跟小夫親屬特徵完全不同的表兄弟。
- 叔叔：在單行本第7卷〈空中的魚〉里登場。擔任船長，詳細血緣關係不明。
- 曾祖母：小夫爸爸的奶奶，1881年生，93歲。住在乡下，有着象梅干一样的嘴巴，非常迷信。不過小夫的祖母和祖父是否健在則不明。
- 叔叔（紐約）：收養弟弟的親戚，只在對話提及並未實際登場。

### 祖先
單行本第7卷〈石器時代的少年〉里出場的少年，與小夫相貌完全相同，被認為是其祖先。把從未來來的大雄當作自己的寵物。小夫的自傲被認為因此而來。
在第一卷〈加油吧我的祖先〉里出場的少年武士。冒領了大雄祖先（其實是大雄喬裝）拯救領主的功績而升官（雖然不確定是否為蓄意）。
在電影《阿拉拉·少年山賊團!》里出場的戰國時代的少年，與上面所述並不是同一人。

### 子孫
- 兒子：小樹（スネ樹），大山版〈時間密封球〉曾寫作，本名出現於《哆啦美與迷你哆啦SOS》，跟胖虎兒子一樣常被野比雄助欺負。母親身分不詳。
- 玄孫：見吉（ミエキチ），在《哈啰小恐龍》中登場，是世修的朋友，同樣非常狡猾，與世修爭論「鳥類的祖先是否是恐龍」的話題。
- 兒子：小太
- 兒子：夫太郎
- 疑似小夫玄孫的人

## 未來
在《大雄的結婚前夜》裏（短篇第25卷和以同故事為原型的電影）裏可以看到青年小夫。相貌類似其表哥吉夫，髮型改成捲髮鳥窩頭（部分動畫改編則無），還有戴耳環（原著沒有）。身高已經與大雄等相近，自卑感被認為已經不存在，婚禮前一天晚上在胖虎家跟大雄、出木杉痛喝一晚酒還祝福大雄跟靜香。雖然想成為設計師，但最后還是繼承了父親的公司。而根據併映電影《哆啦美與迷你哆啦SOS》描述已婚並生下長子小樹(スネ樹)。

## 飾演

### 聲優
1973年日本電視臺版的聲優是八代駿，1979年朝日電視臺版的聲優則是在日本電視臺版里擔任胖虎聲優的肝付兼太（1985年11月和12月期間由龍田直樹暫代）。2005年4月15日后的聲優是關智一。台灣新潮社有限公司於1990年代所發行之錄影帶版本（已絕版）和早期電視版本中，由官志宏配音。作者逝世統一譯名後由劉傑擔當，後來水田版電視版改由李世揚出任。香港無綫電視的首任配音員為方煥蘭並配演1982年至1992年的輯數，但從1996年起由黃鳳英及2013年起由林丹鳳接任電視配音版本。電影至今仍然由黃鳳英配音（部分電影版由林丹鳳代配）。

### 演員
- 山下智久（豐田汽車廣告）
- 古市憲壽（45歲）/楢原嵩琉（15歲）（軟銀廣告）